# シャットゥアラ1世
シャットゥアラ1世（Shattuara Ⅰ、Šattuara）は、古代メソポタミア、ミタンニの王。

## 略歴
シャットゥアラ1世は紀元前13世紀のミタンニの王。シャットゥアラ1世はアッシリア王アダド・ニラリ1世に敗れた後、その臣下となった。アダド・ニラリ1世の作った碑文によると、シャットゥアラ1世はその後主君に反逆したが捕らえられ、忠誠の誓いを新たにしたとされている。
後にシャットゥアラと呼ばれる王が、アッシリアの王シャルマネセル1世（紀元前1263年～1233年）の治世中にハニガルバトを治めていたことが示唆されている。アッシリアの碑文には、ハニガルバトのシャットゥアラ王がシャルマネセル1世に対して戦争をしたと記されているが、この出来事は、シャットゥアラかその息子ワサシャッタによるアダド・ニラリ1世に対する反乱の再現である可能性が高いと思われる。